# Copule (mathématiques)
Pour les articles homonymes, voir Copule.
En statistiques, une copule est un objet mathématique venant de la théorie des probabilités. La copule permet de caractériser la dépendance entre les différentes coordonnées d'un vecteur aléatoire à valeurs dans {\displaystyle \mathbb {R} ^{d}} sans se préoccuper de ses lois marginales.

## Aspects probabilistes des copules
Une copule est une fonction de répartition, notée C, définie sur [0, 1]d, dont les marges sont uniformes sur [0, 1]. Une caractérisation est alors que :
- {\displaystyle C(u_{1},...,u_{d})=0} si une des composantes ui est nulle,
- {\displaystyle C(1,...,1,u_{i},1,...,1)=u_{i}},
- C est d- croissante.

En dimension 2, {\displaystyle C(0,v)=C(u,0)=0} pour tout u et v, {\displaystyle C(u,1)=u} et {\displaystyle C(1,v)=v}, pour tout u et v, et enfin, la propriété de 2-croissance se traduit par {\displaystyle C(u_{1},v_{1})-C(u_{1},v_{2})-C(u_{2},v_{1})+C(u_{2},v_{2})\geq 0} pour tout {\displaystyle 0\leq u_{1}\leq u_{2}\leq 1} et {\displaystyle 0\leq v_{1}\leq v_{2}\leq 1}.
L'interprétation de cette notion de croissance se fait en notant que si (U, V) admet pour fonction de répartition C,
{\displaystyle \mathbb {P} (u_{1}<U<u_{2},v_{1}<V<v_{2})=C(u_{1},v_{1})-C(u_{1},v_{2})-C(u_{2},v_{1})+C(u_{2},v_{2})\geq 0,}
la mesure {\displaystyle \mathbb {P} } étant nécessairement positive.
Le théorème de Sklar dit que si C est une copule, et si {\displaystyle F_{1},...,F_{d}} sont des fonctions de répartition (univariées), alors {\displaystyle F(x_{1},...,x_{d})=C(F_{1}(x_{1}),...,F_{d}(x_{d}))} est une fonction de répartition de dimension d, dont les marges sont précisément {\displaystyle F_{1},...,F_{d}}.
Et réciproquement, si F est une fonction de répartition en dimension d, il existe une copule C telle que {\displaystyle F(x_{1},...,x_{d})=C(F_{1}(x_{1}),...,F_{d}(x_{d}))}, où les Fi sont les lois marginales de F.
Si ces lois marginales sont toutes continues, la copule C est alors unique, et donnée par la relation {\displaystyle C(u_{1},...,u_{d})=F(F_{1}^{-1}(u_{1}),...,F_{d}^{-1}(u_{d}))}. Dans ce cas, on pourra alors parler de la copule associée à un vecteur aléatoire {\displaystyle (X_{1},...,X_{d})}.
La copule d'un vecteur aléatoire {\displaystyle (X_{1},...,X_{d})} est alors la fonction de répartition du vecteur aléatoire {\displaystyle (F_{1}(X_{1}),...,F_{d}(X_{d}))}, que l'on notera parfois {\displaystyle (U_{1},...,U_{d})}.
Un intérêt de la copule est de simuler une variable aléatoire multivariée à partir de sa copule et de ses lois marginales. Il suffit de générer un échantillon {\displaystyle (U_{1},...,U_{d})} à partir de la copule et de construire l'échantillon voulu grâce à la relation:
{\displaystyle (X_{1},..,X_{d})=(F_{1}^{-1}(U_{1}),...,F_{d}^{-1}(U_{d}))}
où {\displaystyle F_{i}^{-1}} désigne la fonction quantile associée à {\displaystyle F_{i}}
{\displaystyle F_{i}^{-1}(q)=\inf \left\{x:F_{i}(x)\geqslant q\right\}}
Etant donné un échantillon {\displaystyle \{{\boldsymbol {x}}_{1},\dots ,{\boldsymbol {x}}_{n}\}}, si {\displaystyle {\hat {F}}_{j}} désigne la fonction de répartition empirique de la {\displaystyle j}ème composante, et si {\displaystyle {\hat {u}}_{j:i}={\hat {F}}_{i}(x_{j:i})} (correspondant au rang de {\displaystyle x_{j:i}} divisé par {\displaystyle n}), la fonction de répartition du vecteur {\displaystyle ({\hat {u}}_{1},\cdots ,{\hat {u}}_{d})}, appelée fonction de dépendance empirique ou, copule empirique. La copule est alors vue comme la fonction de répartition des rangs (au facteur {\displaystyle n} près).

## Quelques copules classiques
Parmi les copules usuelles, la copule produit {\displaystyle \Pi (u_{1},...,u_{d})=u_{1}\cdot u_{2}\cdot ...\cdot u_{d}} (on parlera aussi de copule indépendante). {\displaystyle (X_{1},...,X_{d})} a des composantes indépendantes si et seulement si {\displaystyle {\mathcal {}}\Pi } est une copule du vecteur {\displaystyle (X_{1},...,X_{d})}.

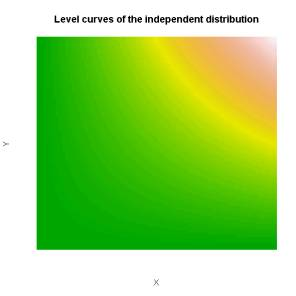
Copule indépendante

La copule comonotone, ou copule du minimum, est définie par {\displaystyle M(u_{1},...,u_{d})=\min\{u_{1},....,u_{d}\}}. {\displaystyle M} est une copule du vecteur {\displaystyle (X_{1},...,X_{d})} si et seulement s'il existe des transformations croissantes {\displaystyle g_{i,j}} telles que {\displaystyle X_{i}=g_{i,j}(X_{j})}. Cette copule correspond à la borne supérieure de Fréchet-Hoeffding, au sens où pour toute copule {\displaystyle C}, {\displaystyle C(u_{1},...,u_{d})\leq M(u_{1},...,u_{d})}.

Copule comonotone
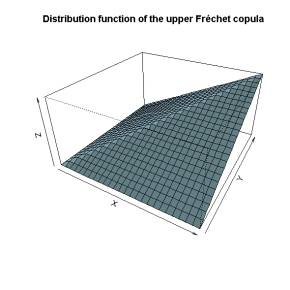
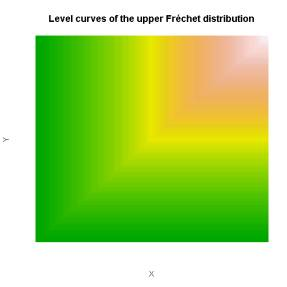

Une classe particulièrement importante de copule est celle des copules archimédiennes, définies par {\displaystyle C(u_{1},...,u_{d})=\phi ^{-1}(\phi (u_{1})+...+\phi (u_{d}))}, où {\displaystyle \phi } (appelé générateur de la copule archimédienne) est au moins d – 2 fois continument dérivable, dont la dérivée d'ordre d – 2 est décroissante convexe, et telle que {\displaystyle \phi (1)=0}.
Ce générateur est unique à une constante (positive) multiplicative près. Une sous-classe relativement large est obtenue lorsque {\displaystyle \phi } est l'inverse d'une transformée de Laplace (et une interprétation factorielle est alors possible). Parmi les cas particuliers,
- la copule indépendante obtenue lorsque {\displaystyle \phi (t)=-\log(t)},
- la copule de Clayton (en) obtenue lorsque {\displaystyle \phi (t)={\frac {t^{-\alpha }-1}{\alpha }}}, avec {\displaystyle \alpha \geq -1}. Le générateur est alors l'inverse de la transformée de Laplace de la loi Gamma. Cette copule est la seule copule archimédienne invariante par troncature,
- la copule de Gumbel obtenue lorsque {\displaystyle \phi (t)=(-\log(t))^{\alpha }}, avec {\displaystyle \alpha \geq 1}.

Le générateur est alors l'inverse de la transformée de Laplace de la loi stable. Cette copule est la seule copule archimédienne vérifiant une propriété de max-stabilité, c'est-à-dire {\displaystyle C(u_{1}^{n},...,u_{d}^{n})=C^{n}(u_{1},...,u_{d})}, pour tout {\displaystyle n\geq 1},
- la copule de Frank obtenue lorsque {\displaystyle \phi (t)=-\log {\frac {{\rm {e}}^{-\alpha t}-1}{{\rm {e}}^{-\alpha }-1}}.} Cette copule est la seule qui soit symétrique dans la queue inférieure et supérieure.

Ci-dessous sont représentés les graphiques des lois obtenues avec les copules de Frank, Clayton et Gumbel. Pour obtenir ces graphiques en R (langage) voir Orlando et al.,

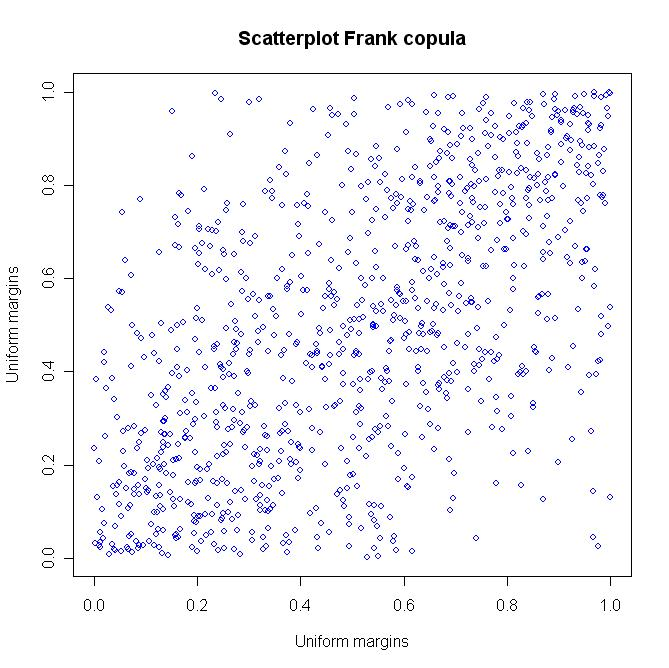
Copule de Frank
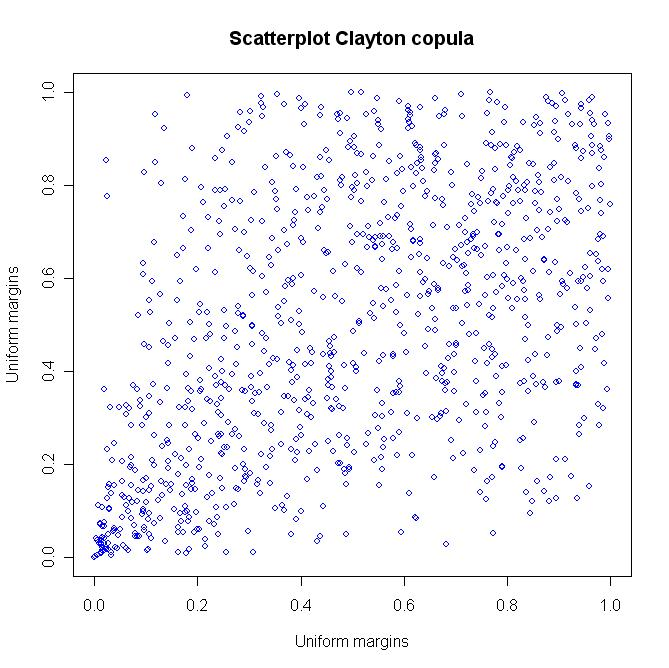
Copule de Clayton
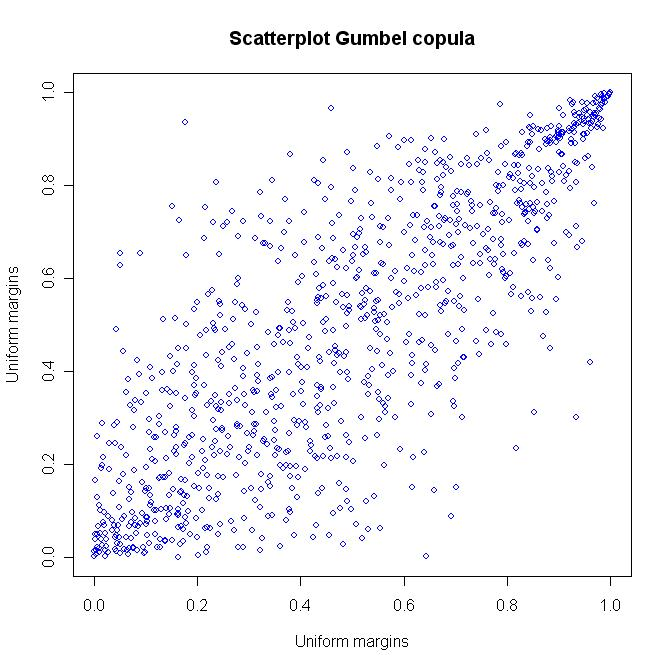
Copule de Gumbel

Ci-dessous sont représentés les copules elliptiques.

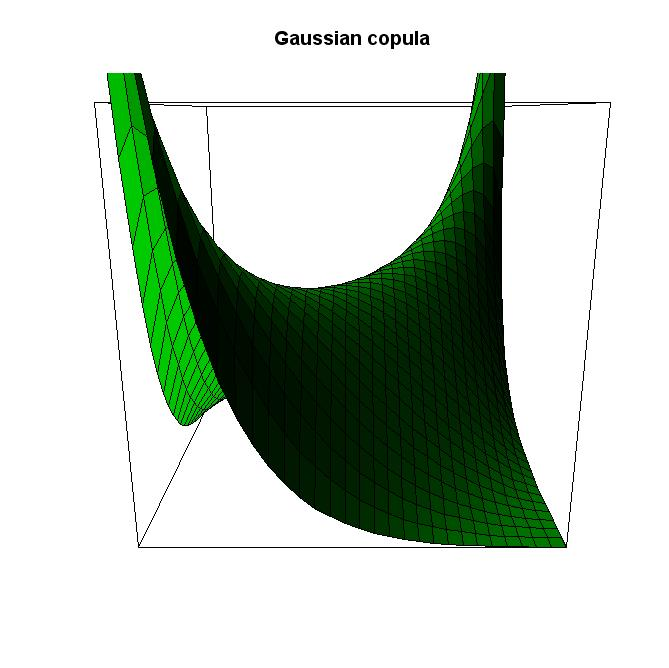
Copule gaussienne
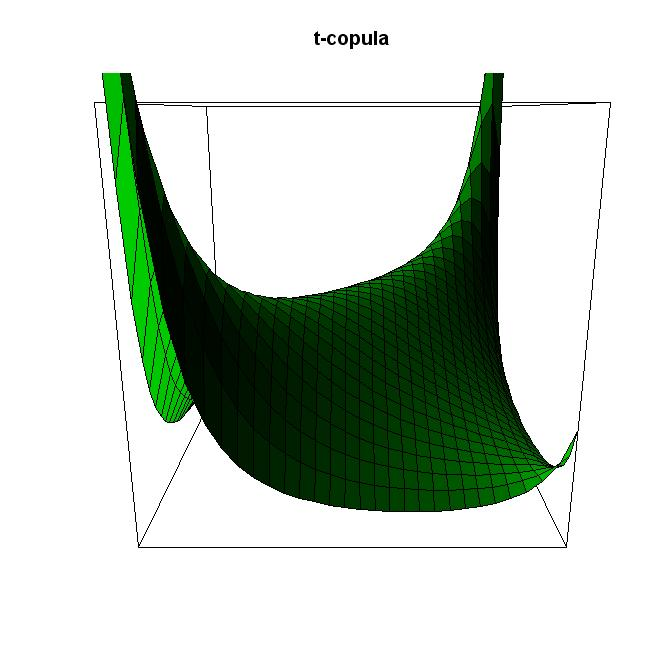
Copule de Student (t)

## Aspects statistiques
D'un point de vue statistique, les copules apparaissent naturellement comme la loi des rangs. Les copules apparaissent dans les espaces métriques de probabilité ou en logique floue.